# Općina Makedonska Kamenica
Makedonska Kamenica (makedonski: Општина Македонска Каменица) je jedna od 80 Općina na sjeveroistoku Sjeverne Makedonije. 
Upravno sjedište ove općine je grad Makedonska Kamenica.

## Zemljopisne osobine
Općina Makedonska Kamenica graniči s općinom: Kriva Palanka i državom Bugarskom na sjeveru, te s općinama: Delčevo na istoku, a Kočani i Vinica na zapadu.
Ukupna površina Općine Makedonska Kamenica je 190.37 km².

## Stanovništvo
Makedonska Kamenica ima 8 110 stanovnika. Po popisu stanovnici Kamenice su;
- Makedonci = 8 055
- Srbi = 24
- Romi = 14
- ostali = 17

## Naselja u Općini Makedonska Kamenica
Ukupni broj naselja u općini je 9, od toga je 8 sela i samo jedan grad Makedonska Kamenica.

## Pogledajte i ovo
- Makedonska Kamenica
- Sjeverna Makedonija
- Općine Sjeverne Makedonije

## Vanjske poveznice
- Makedonska Kamenica